# Gannes
Gannes település Franciaországban, Oise megyében. Lakosainak száma 356 fő (2022. január 1.). Gannes Ansauvillers, Brunvillers-la-Motte, La Hérelle, Mory-Montcrux, Quinquempoix és Sains-Morainvillers községekkel határos.

## Népesség
A település népességének változása:
| Lakosok száma | 359  | 358  | 350  | 340  | 341  | 338  | 337  | 346  | 356  |
|               | 2013 | 2015 | 2016 | 2017 | 2018 | 2019 | 2020 | 2021 | 2022 |